# Les Trois Royaumes (roman)
Pour les articles homonymes, voir Trois Royaumes et Histoire des Trois Royaumes.
 (novembre 2014).
Si vous disposez d'ouvrages ou d'articles de référence ou si vous connaissez des sites web de qualité traitant du thème abordé ici, merci de compléter l'article en donnant les références utiles à sa vérifiabilité et en les liant à la section « Notes et références ».

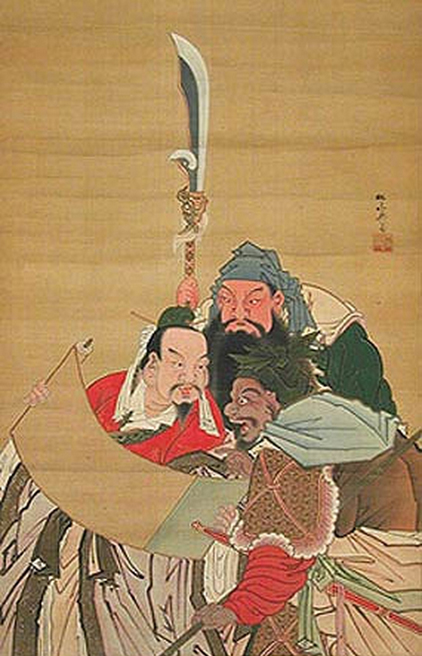
Les trois frères, Liu Bei (à gauche), Guan Yu (en haut) et Zhang Fei (à droite), dont la rencontre et la détermination à bâtir un monde plus juste constituent l'introduction des Trois Royaumes.

Les Trois Royaumes (chinois simplifié : 三国志演义 ; chinois traditionnel : 三國志演義 ; pinyin : Sānguózhì yǎnyì), également traduit par Roman des Trois Royaumes ou Chronique des Trois Royaumes, est un roman historique chinois attribué à Luo Guanzhong, et rédigé au XIVe siècle, à la fin de la dynastie Yuan ou au début de la dynastie Ming. Il est considéré comme l'un des quatre grands romans classiques de la littérature chinoise, aux côtés de Au bord de l'eau, Le Voyage en Occident et Le Rêve dans le pavillon rouge. Il est l'un des romans les plus longs et les plus anciens de l'histoire chinoise avec plus de 800 000 mots en cent-vingt chapitres.
Il s'inspire largement des Chroniques des Trois Royaumes (Sānguó zhì), compilée par Chen Shou au IIIe siècle, qu'il enrichit de récits populaires, de traditions orales et d'éléments fictifs. Il couvre la période troublée allant de la chute de la dynastie Han (vers 184) à la réunification de la Chine sous la dynastie Jin (280), en s'articulant autour de la lutte entre les trois grands royaumes rivaux de Wei, Shu et Wu.
Les Trois Royaumes mêle faits historiques, stratégies militaires, intrigues politiques et portraits héroïques, tout en véhiculant des valeurs confucéennes telles que la loyauté, la justice et la piété filiale. Le roman met en scène des figures emblématiques comme Liu Bei, Cao Cao, Zhuge Liang, Guan Yu ou encore Sun Quan, devenues des archétypes dans l'imaginaire collectif chinois.
Rédigé en langue vernaculaire (baihua), le roman a exercé une influence durable sur la culture chinoise, tant dans la littérature que dans le théâtre, la télévision, le cinéma, les jeux vidéo et la bande dessinée. Il est régulièrement étudié pour sa portée littéraire, historique et philosophique, et continue de faire l'objet de nombreuses adaptations et interprétations en Chine et dans le monde sinophone.

## Résumé

### Le début des troubles

#### La rébellion des Turbans Jaunes
- Le déclin des Han

À la fin du deuxième siècle la dynastie Han, autrefois inébranlable, est en proie à des luttes internes et à la corruption. Au palais impérial, des eunuques peu scrupuleux accaparent le pouvoir tandis que le pays sombre dans le chaos. Le peuple, incapable de faire confiance à l’autorité des Han, met alors son destin entre les mains d’une secte religieuse : la « Voie de la paix ».
- La rébellion des Turbans Jaunes

Un sentiment anti-impérial se répand dans tout le pays. Zhang Jiao, un guérisseur taoïste, annonce alors que l’époque des Han est révolue pour faire place à la nouvelle ère de la « Voie de la Paix ». S’autoproclamant Grand Professeur, il commence par organiser en forces militaires les nombreux partisans que ses « miracles » ont attirés à lui. Tous les soldats de Zhang Jiao portent des étoffes jaunes autour de la tête en hommage à leur maître, ce qui leur vaut d'être appelés les « Turbans Jaunes ». Leur nombre est tel qu'ils viennent à bout des Forces impériales à travers tout le pays.
- La contre-offensive

Pour faire face à la révolte des Turbans Jaunes, la cour impériale ordonne aux généraux Huanfu Song, He Jin et Zhu Jun de lever une Force de Subjugation et de combattre Zhang Jiao. De son côté Liu Yan, le préfet de la province de You, décide de recruter des troupes de volontaires pour soutenir les Forces impériales.
- Le serment du jardin des pêchers

Parmi tous ceux qui répondent à l’appel de Liu Yan, il y a Liu Bei qui, avec ses frères d’armes Guan Yu et Zhang Fei, jure de rétablir l’ordre dans le pays et de redonner à la dynastie Han sa gloire d’antan.
- La défaite des Turbans Jaunes

Pendant ce temps Cao Cao, le commandant de la cavalerie impériale, s’illustre en l’emportant sur Zhang Bao et Zhang Liang, les frères de Zhang Jiao. Liu Bei, bien que rejoignant plus tard le combat, fait également grande impression en ouvrant une brèche dans les lignes des rebelles pour secourir le général impérial Dong Zhuo. Les Forces impériales connaissent un nouvel élan. Les Turbans Jaunes sont coupés dans leur lancée par la disparition de leurs chefs. Zhang Jiao est terrassé par la maladie, Zhang Bao et Zhang Liang meurent également peu après, au combat. Un an plus tard, la rébellion est matée et le reste des forces est efficacement maîtrisé grâce aux efforts d’officiers tels que Sun Jian.
- L’après-guerre

C’est ainsi que la rébellion des Turbans Jaunes se termine. Le bilan est mitigé. Certains en sortent renforcés et d’autre affaiblis. Certains sont généreusement récompensés et d’autres ne reçoivent rien. Dans un tel contexte, la fin de cette rébellion augure une ère de guerre et de chaos.

#### La Coalition contre Dong Zhuo
- L’ascension de Dong Zhuo

Mais la fin de la rébellion ne marque pas la fin des luttes internes qui font rage à la Cour Impériale. Après le décès de l'empereur Lingdi, les 10 eunuques assassinent He Jin, le frère de l'impératrice, qui menaçait leur pouvoir. Les troupes du commandant Yuan Shao envahissent alors le palais pour éliminer les eunuques. Dans la confusion certains d'entre eux tentent d'enlever le jeune empereur pour protéger leur fuite. Dong Zhuo, gouverneur du Hedong[Lequel ?], en tire parti pour prendre le contrôle de la Cour Impériale, sous prétexte de protéger l'empereur. Mais il ne tarde pas à le destituer et à le remplacer par son jeune frère de 9 ans, tout en se proclamant lui-même premier ministre. Commence alors le règne du tyran.
- L’appel aux armes du général Cao Cao

Jour après jour, la colère suscitée par les abus de Dong Zhuo monte parmi les seigneurs. Cao Cao tente même de commettre un assassinat mais il échoue. Il lance alors un appel aux chefs régionaux de tout le pays afin de former une force de coalition capable de renverser Dong Zhuo.
- La Coalition

D’illustres chefs comme Yuan Shao, Yuan Shu, Sun Jian et Ma Teng répondent à l’appel de Cao Cao. Liu Bei et ses frères se rallient également à lui, de même que Gongsun Zan ; c’est ainsi que l’Armée alliée est levée contre Dong Zhuo, qui de son côté parvient à rallier l'exceptionnel guerrier Lü Bu.
- En route pour Luo Yang

En 190 les Forces alliées, commandées par Yuan Shao, partent à la rencontre de Dong Zhuo, dans la capitale de Luo Yang. Sun Jian, le chef de la force en mouvement met d’abord le cap à l’est, en direction de la porte de Si Shui
- La Bataille de la porte de Si Shui

Dong Zhuo confie à Hua Xiong la défense de la porte de Si Shui. Sun Jian remporte la première confrontation mais, Yuan Shu ne les ayant pas correctement ravitaillées, le moral des troupes de Sun Jian est au plus bas et Hua Xiong finit par les mettre en déroute.
- Guan Yu tue Hua Xiong

Hua Xiong, dans l’élan de sa victoire, attaque le camp principal de l’Armée alliée. Alors qu’il massacre des hordes de troupes et d’officiers alliés, Guan Yu lui propose un duel. Peu après, il revient au camp avec la tête de Hua Xiong.
- La Bataille de la porte de Hu Lao

Apprenant la mort de Hua Xiong, Dong Zhuo se prépare à une nouvelle offensive à la porte de Hu Lao. Le gardien de cette porte n’est autre que Lü Bu. L’Armée alliée chancelle face à un ennemi aussi redoutable et Gongsun Zan est sur le point d’être éliminé lorsque, soudain, Zhang Fei vient à sa rescousse.
- Le puissant Lü Bu

Zhang Fei se bat avec acharnement, mais Lü Bu ne cède pas. Guan Yu rejoint le combat : Lü Bu ne montre toujours pas de signe d’affaiblissement. Et ce n’est que lorsque Liu Bei finit lui aussi par se lancer dans la bataille que Lü Bu renonce au combat.
- La fuite de Dong Zhuo

Après le retrait de Lü Bu, Dong Zhuo se replie de Luo Yang. Il y met alors le feu et entame un vaste exode vers la capitale occidentale de Chang An avec ses partisans et l’Empereur. Chang An devient alors la nouvelle base des opérations de Dong Zhuo.
- À nouveau divisé

C’est ainsi que les Forces alliées l’emportent sur le tyran en le chassant de Luo Yang. Mais lorsque les alliées pénètrent dans les ruines de l’ancienne capitale il n’y a plus aucune trace de l’ennemi ou de l’empereur des Han et il ne leur reste plus qu’à regagner leurs territoires respectifs où des combats internes les attendent.

#### Le sort de Lü Bu
- La trahison du grand Lü Bu

Réfugié à Chang An, Dong Zhuo ne tarde pas à tomber dans le piège tendu par Wang Yun. Celui-ci utilise les charmes de la belle Diao Chan pour créer une rivalité amoureuse entre Dong Zhuo et Lü Bu, au terme de laquelle Lü Bu tue son maître. Plus tard, Wang Yun est tué par d’anciens officiers de Dong Zhuo et Lü Bu est contraint de quitter Chang An.
- Lü Bu l’errant

Après une période d’errance, Lü Bu et ses hommes pénètrent dans la province Yan où ils affrontent les forces de Cao Cao pour le contrôle de la région. Lü Bu perd la bataille et se réfugie à Xu où Liu Bei officie en tant que préfet sur ordre de Tao Qian.
- Liu Bei trahi

Lü Bu appelle Liu Bei son « petit frère » et s’installe à Xu. Rapidement il profite de la situation et pendant une absence de Liu Bei prend le contrôle du château de Xia Pi. Ce dernier n’a d’autres choix que de servir Lü Bu mais Zhang Fei sème immédiatement le trouble ce qui entraîne une rupture des relations. Désespéré, Liu Bei est contraint de solliciter l’aide de Cao Cao.
- Héros et scélérat

Cao Cao a beaucoup d’estime pour Liu Bei et accepte volontiers de l’aider. L'encerclant, Cao Cao constitue une réelle menace pour Lü Bu. Il envoie un émissaire pour demander une attaque conjointe contre Lü Bu, mais ce dernier découvre le complot.
- Confrontation avec Lü Bu

Liu Bei attaque Lü Bu à Xiao Pei. Cao Cao y dépêche une force commandée par Xiahou Dun mais celui-ci est blessé à l’œil par une flèche et doit se retirer, Liu Bei est rapidement vaincu et Cao Cao doit à présent lui aussi se mobiliser.
- Le siège du château de Xia Pi

En 198, les forces de Cao Cao encerclent Lü Bu au château de Xia Pi et, sur les conseils de ses stratèges, détournent le cours de deux rivières voisines pour inonder le château. Alors que de l’eau boueuse s’y infiltre, le moral des troupes de Lü Bu baisse.
- La chute de Lü Bu

Faute de solution probante, Lü Bu affiche un comportement de plus en plus fantasque. Il se met à boire avant de renoncer définitivement à l’alcool. L'ignorant, un serviteur lui offre à boire et est tué par Lü Bu. De tels agissements commencent à entamer les bonnes relations qu’entretenaient Lü Bu et ses hommes.
- La bête capturée

Plusieurs officiers ne tardent pas à se rebeller contre Lü Bu et lui dérobent son cheval Éclair de Feu pour l’offrir à Cao Cao. De plus, ils permettent à l’armée de Cao Cao de pénétrer dans le domaine du château. Ivre mort et endormi, Lü Bu est immédiatement capturé et ligoté.
- La chute du Puissant

Vaincu et confronté à Cao Cao, Lü Bu lui offre ses services et lui propose de conquérir le pays ensemble. Liu Bei donne à Cao Cao l’exemple de Dong Zhuo qui a été trahi par Lü Bu. Ce dernier profère des menaces contre Liu Bei mais ce seront ses dernières paroles.
- Ce qui nous attend

C’est ainsi que le plus puissant guerrier de sa génération disparaît. Cao Cao a rejoint sa capitale avec Liu Bei mais celui-ci n’est pas du genre à se faire commander. À la première occasion, il se libère du joug de Cao Cao et reprend seul sa quête de gloire.

### L’ascension de Cao Cao

#### La Bataille de Guan Du
- He Fei et He Nan

Après avoir vaincu Gongsun Zan et pris le contrôle de toute la région de He Bei, Yuan Shao devient l’un des personnages les plus puissants du pays. Si ce n’est le plus puissant. Pendant ce temps, Cao Cao accueille l’empereur Han sur son territoire de He Nan tandis que son pouvoir ne cesse de s’accroître.
- Guan Yu rejoint Cao Cao

Un affrontement entre ces deux puissances est inévitable et Yuan Shao fait le premier pas en lançant son immense armée dans une campagne vers le sud. Mais Cao Cao reste calme et se débarrasse d’abord de Liu Bei, capturant et assouvissant ainsi Guan Yu .
- La Bataille de Bai Ma

En 200, un conflit ouvert éclate entre Cao Cao et Yuan Shao. Cao Cao utilise des tactiques de diversion contre la puissante armée de son ennemi et lance une attaque surprise a Bai Ma. Là, Guan Yu remplit ses obligations envers Cao Cao en tuant Yan Liang, l’un des plus redoutables généraux de Yuan Shao
- La Bataille de Yan Jin

À l’issue de la bataille de Yan Jin, Cao Cao envoie un convoi de ravitaillement comme appât pour obliger les forces de Yuan Shao à rompre leur formation et à attaquer. Cao Cao prépare alors une embuscade censée lui permettre de remporter une nouvelle victoire. Encore une fois, Guan Yu s’illustre en tuant Wen Chou, un autre grand général de Yuan Shao
- La fuite de Guan Yu

Mais après la bataille, Guan Yu apprend où se trouve son frère d’arme Liu Bei et quitte les rangs de Cao Cao pour le rejoindre. Après avoir franchi 5 portes et vaincu 6 officiers, le dernier défi de Guan Yu consiste à s’approcher rapidement de Xiahou Dun. Mais Cao Cao finit par renoncer à cette poursuite, louant Guan Yu pour sa loyauté.
- La Bataille de Guan Du

Malgré deux cuisantes défaites, Yuan Shao ne renonce pas. Il déplace son imposante armée vers Guan Du où Cao Cao a adopté une position défensive. Yuan Shao érige des tours le long des murs du château qu’il utilise pour déchaîner une pluie de flèches à l’intérieur de celui-ci.
- Une nouvelle arme

En réponse, Cao Cao utilise ses nouvelles catapultes pour détruire les tours, semant la peur dans les rangs de Yuan Shao. Yuan Shao décide alors de changer de tactiques et de creuser une galerie sous les murs mais ce plan échoue à cause des douves.
- Wu Chao

Au fil de la bataille, la nourriture et les ravitaillements viennent à manquer et la désertion sévit dans les deux camps. Parmi ces transfuges figure Xu You, un haut gradé du camp de Yuan Shao qui fournit à Cao Cao une précieuse information sur son ennemi.
- Le repli de Yuan Shao

D’après cette information, Yuan Shao garde les vivres de son armée dans un dépôt situé a Wu Chao. En l’apprenant, Cao Cao ordonne immédiatement un raid nocturne sur Wu Chao. Les assaillants, déguisés avec des uniformes des troupes de Yuan Shao, éliminent rapidement les troupes qui gardent le dépôt et brûlent toute la nourriture qui s’y trouve.
- Le conquérant des Plaines Centrales

Décontenancées et démoralisées par cette attaque surprise, les troupes de Yuan Shao sont contraintes au repli. Yuan Shao parvient à s’enfuir mais succombe quelques années plus tard à une maladie. C’est ainsi que Cao Cao devient le conquérant des Plaines Centrales.

#### La Bataille de Chang Ban
- Les deux voies

Après l’avoir emporté sur Yuan Shao, Cao Cao n’a qu’une seule idée en tête : éliminer ce qui reste de la famille de Yuan, au nord. Pendant ce temps Liu Bei, toujours privé de terre, arrive dans la province Jing où Liu Biao, préfet et lointain cousin de Liu Bei, le charge de surveiller la frontière.
- Le dragon endormi

Bien qu’appréciant cette brève période de paix sous les ordres de Liu Biao, Liu Bei se lamente de ne pas pouvoir accomplir sa grande destinée. Mais très vite la chance lui sourit en la personne du savant Zhuge Liang qui devient son stratège.
- Un pays divisé en trois

Zhuge Liang présente un plan à son nouveau maître, selon lequel Liu Bei prendrait le contrôle des provinces Jing et Yi, s’allierait au royaume du Wu et affronterait le royaume du Wei de Cao Cao. Mais alors même qu’ils discutent, Cao Cao élimine la famille Yuan au nord et prépare une campagne au sud.
- Liu Bei au pied du mur

En 208, Liu Biao succombe à la maladie et au terme d’âpres querelles de succession, son deuxième fils, Liu Zhong prend le contrôle de Jing. Mais face à l’imposante force d’invasion de Cao Cao, Liu Zhong se rend immédiatement laissant Liu Bei isolé aux abords du château de Fan.
- La fuite de Liu Bei

Liu Bei comprend très vite qu’il ne fait pas le poids face à la gigantesque armée de Cao Cao et s’enfuit vers le sud en direction de Jiang Ling. Des paysans locaux, séduits par son charisme, lui emboîtent le pas, provoquent un exode massif de plus d’une centaine de milliers de personnes.
- La poursuite de Cao Cao

La fuite de Liu Bei est considérablement ralentie par les nombreux civils. Cao Cao quant à lui lance à sa poursuite une unité de cavalerie composée de 5 000 hommes. Ces derniers le rattrapent à Chang Ban.
- Zhao Yun à Chang Ban

Les forces de Liu Bei sont prises de panique et, dans la confusion générale, il est séparé de sa famille. C’est alors que Zhao Yun faisant cavalier seul, part à la rescousse de Liu Chan, le jeune fils de Liu Bei, et affronte tous les dangers pour lui ramener son enfant.
- Zhang Fei à Chang Ban

Par ailleurs, Zhang Fei est surveillé par l’arrière garde de Liu Bei et, alors que l’ennemi approche, il se tient seul sur le pont de Chang Ban et pousse un hurlement qui glace l’armée de Cao Cao tout entière. Zhang Fei en profite pour détruire le pont, retardant l’avancée des troupes de Cao Cao.
- La fuite des griffes de la mort

Cao Cao ne lâche pas prise. Pendant ce temps, Guan Yu arrive avec de nouvelles troupes, l’obligeant à battre en retraite. Liu Bei, après avoir miraculeusement échappé à la catastrophe, rejoint une flotte qui le mène vers l’est, en direction de Xia Kou.
- Prélude de la guerre

Pendant ce temps à Jiang Dong, la mort de Sun Jian et de Sun Ce, son fils aîné, a contraint Sun Quan, le deuxième fils, à prendre en main le sort de la famille Sun. Liu Bei doit à présent, lui aussi, confier son destin au jeune chef.

#### La Bataille de Chi Bi (ouBataille de la Falaise Rouge)
- La progression de Cao Cao

La campagne du sud de Cao Cao a déjà contraint Liu Bei à s’enfuir et lui a donné le contrôle de Jing. À présent, Cao Cao descend le Chang Jiang, en direction de Jiang Dong avec sa gigantesque armada. Pendant ce temps, Liu Bei dépêche Zhuge Liang au Wu pour sceller une alliance avec la famille Sun.
- Se rendre ou se battre

Le camp du Wu est divisé entre ceux qui veulent se rendre et ceux qui veulent se battre. Et c’est le discours habile de Zhuge Liang qui oriente la décision finale de Sun Quan. En 208, Sun Quan confie à Zhou Yu le commandement de la flotte du Wu et se prépare à affronter Cao Cao.
- Le grand stratagème

La flotte de Cao Cao est numériquement supérieure à celle du Wu. Pour y remédier, le Wu doit tirer parti de sa connaissance du terrain. Par ailleurs, il doit recourir à un stratagème et pour Zhuge Liang et Zhou Yu, cela passe par le feu.
- Un plan désespéré

Tout d’abord, Huang Gai adresse une fausse lettre de défection à Cao Cao. Après quoi, pour que Cao Cao morde à l’hameçon, il autorise un espion Wei à assister au châtiment corporel que Zhou Yu inflige à Huang Gai.
- Le plan des chaînes

Ensuite, Pang Tong est envoyé au camp du Wei pour conseiller d’utiliser des chaînes afin d’enchaîner les navires pour empêcher les troupes de souffrir du mal de mer. Le stratagème est en place mais un problème demeure pour Zhou Yu.
- L’inquiétude de Zhou Yu

Nous sommes en hiver et le vent souffle du nord-ouest ; Là où est positionnée la flotte du Wei par rapport à celle du Wu. Dans l’état des choses, une attaque par le feu aurait raison de sa propre flotte. La situation inquiète tellement Zhou Yu qu’il tombe malade. Mais Zhuge Liang se rend à son chevet et lui promet de faire souffler les vents du sud-est.
- Zhuge Liang invoque le vent

Zhuge Liang érige un autel sur le mont Nan Bing et se met à invoquer le vent. Le jour convenu, un vent du sud-est se lève et les forces du Wu, voyant que le moment est venu donnent l’assaut.
- L’attaque par le feu de Huang Gai

Pour faire croire qu’il est passé à l’ennemi, Huang Gai commence par dépêcher quelques hommes vers la flotte du Wei. Les vents le poussant vers sa cible ; la petite flotte du Wu reçoit le signal de Huang Gai pour lancer l’attaque par le feu, après quoi le vent du sud-est propage les flammes du Wei sur la flotte tout entière.
- La flotte du Wei en feu

Lorsque Cao Cao découvre le pot aux roses, il est déjà trop tard. Les navires ont brûlé et la flotte du Wu se jette sur les troupes confuses et apeurées du Wei.
- La naissance des trois royaumes

Cao Cao est définitivement vaincu et contraint de se replier vers le nord. La domination du Wei recule. Victorieux, Sun Quan a fait du Wu une grande puissance et Liu Bei a franchi une étape vers le succès en prenant le contrôle de la province Jing.

### Un pays divisé

#### Invasion de Cheng Du
- Vers l’Ouest

Après sa défaite à Chi Bi, Cao Cao se prépare à lancer un nouvel assaut contre le Wu. Pour ce faire, il doit d’abord éliminer toute menace venant de l’arrière. Jouant de ruse, Cao Cao met à mort Ma Teng, le préfet de Xi Liang et évince également son fils, Ma Chao, au cours d’une bataille à la porte de Tong.
- Un émissaire de Yi

Pendant ce temps à Han Zhong, Zhang Lu, craignant une invasion Wei, décide de se lancer à la conquête de la province Yi. La nouvelle de cette invasion inquiète Liu Zhang, le gouverneur de Yi, qui dépêche Zhang Song au Wei pour y demander de l’aide.
- Zhang Song le désenchanté

À Xu Chang, Zhang Song se heurte au mépris de Cao Cao et envisage même, un court instant, de lui remettre le contrôle de Yi avant de se raviser. Il finit par exaspérer Cao Cao qui le chasse de Xu Chang.
- Le nouveau champion de Zhang Song

C’est alors que Zhang Song entre en contact avec Liu Bei qui, contrairement à Cao Cao, l’accueille avec respect et hospitalité. Zhang Song est impressionné par la vertu de Liu Bei et décide de lui confier Yi.
- Liu Bei part pour Yi

Zhang Song retourne à Yi et conseille à son seigneur Liu Zhang de solliciter l’aide de Liu Bei, Liu Zhang accepte car Liu Bei est de la même lignée que lui. Mis au courant, Liu Bei lance immédiatement une campagne visant à éliminer Zhang Lu.
- Le gouverneur de Yi

Liu Zhang n’est pas un grand chef et, dans ses rangs, il est question de le remplacer par quelqu’un de plus compétent. Un autre sentiment prévaut également dans le camp de Liu Bei : pour permettre à la stratégie des Trois Royaumes d’aboutir, la province Yi doit être conquise.
- La décision de Liu Bei

Liu Bei hésite à attaquer Liu Zhang, un parent, mais ce dernier ayant refusé de lui donner son appui, une querelle éclate entre les deux dirigeants et Liu Bei décide finalement de prendre Cheng Du.
- La chute du Phénix

Le stratège Pang Tong est chargé d’envahir Cheng Du. Il prend rapidement la porte de Fu Shui et progresse vers la position défensive stratégique du château de Luo. Mais en chemin, il est pris pour Liu Bei et assassiné.
- Ma Chao et Cheng Du

Le château de Luo est finalement pris par Zhuge Liang et Zhang Fei qui s’y sont précipités depuis Jing. À la porte de Jia Meng cependant, ils subissent les assauts acharnés de Ma Chao, qui s’est allié à Zhang Lu. Grâce aux manœuvres de Zhuge Liang, Ma Chao rejoint les rangs de Liu Bei.
- Les Trois Royaumes

Alors que Ma Chao rejoint le siège de Cheng Du, Liu Zhang perd tout espoir de victoire et finit par se rendre. En 214, les territoires du Shu passent sous le contrôle de Liu Bei. Malgré la perte de Pang Tong, Liu Bei s’empare de la province Yi et les Trois Royaumes voient officiellement le jour.

#### La bataille de He Fei
- L’émissaire de Liu Bei

Cao Cao entame une campagne à l’ouest et se débarrasse aisément de Zhang Lu. Il contrôle désormais Han Zhong et attend l’occasion de frapper au sud, vers Yi. Liu Bei, qui vient d’en prendre le contrôle, s’inquiète des agissements de Cao Cao et ne tarde pas à envoyer un émissaire à Sun Quan.
- La campagne du nord de Sun Quan

Liu Bei se propose de restituer une partie de la province Jing si le Wu attaque le Wei à He Fei. Sun Quan sait qu’il s’agit là d’un stratagème émanant de Liu Bei, mais il y voit l’occasion de chasser Cao Cao de Han Zhong. Il accepte et se prépare à l’attaque de He Fei.
- L’armée Wu franchit le Chang Jiang

En 215, Sun Quan franchit le Chang Jiang avec 100 000 hommes. L’avant-garde est confiée à Lu Meng et Gan Ning. Sun Quan restant au centre avec Zhou Tai. Grâce aux efforts de l’avant-garde, le Wu prend facilement le château de Wan.
- Le siège de He Fei

Le château de He Fei est protégé par trois officier : Li Dian, Yue Jin et Zhang Liao. Ce dernier tente de sauver le château de Wan mais il est trop tard et il doit se préparer au siège. C’est alors qu’il reçoit une lettre de Cao Cao
- Les ordres de Cao Cao

Le message de Cao Cao est le suivant : « Zhang Liao et Li Dian attaquent les portes de l’extérieur. Yue Jin, protégez le château. » Les troupes de He Fei ne comptent que 7 000 hommes et, après de longues discussions, Zhang Liao veut attaquer. La stratégie est définie.
- La Bataille de He Fei

Yue Jin lance l’offensive, mais après s’être heurté aux forces du Wu, il se replie. Les troupes du Wu le poursuivent et Sun Quan s’approche du front. C’est alors que Zhang Liao et Li Dian attaquent latéralement leur flanc.
- Le saut de Sun Quan

Sun Quan commence immédiatement à se replier, mais le pont situé derrière lui est coupé. Sur les conseils d’un de ses officiers, il décide de sauter sur l’autre rive à cheval, ce qu’il réussit à faire.
- Zhang Liao du Wei

Sun Quan échappe au danger immédiat, mais subit une cuisante défaite face aux troupes bien moins nombreuses du Wei. Cette bataille discrédite l’officier Wei Zhang Liao, qui sera longtemps perçu comme un monstre par les enfants de Jiang Dong. Pendant ce temps, Sun Quan regagne son territoire et reconstruit ses forces pour une nouvelle attaque.
- La bataille de Ru Xu Kou

À présent, Zhang Liao demande des renforts à Cao Cao qui se déplace en personne de Han Zhong. L’armée du Wu connaît un nouvel élan avec les raids nocturnes de Gan Ning, mais Sun Quan est de nouveau cerné. Malgré les incroyables efforts concédés par Zhou Tai, Sun Quan s’est enfui une fois de plus.
- Le roi du Wei, Cao Cao

Sun Quan finit par abandonner sa campagne du nord et fait la paix avec Cao Cao. Rejoignant Xu Chang, Cao Cao s’autoproclame Roi du Wei et continue d’accroître son influence. Pendant ce temps, Liu Bei, qui s’était fait oublier de Cao Cao, cherche à reprendre Han Zhong

#### La Bataille de Yi Ling
- Le roi du Shu, Liu Bei

Après plusieurs campagnes au nord, Liu Bei finit par rejoindre Han Zhong et, en 219, s’autoproclame roi. Guan Yu mobilise ses forces au nord pour attaquer le château Fan, défendu par l’officier Wei Cao ren.
- La bataille pour Jing

Guan Yu lance, depuis Jing, une attaque par l’eau contre le château de Fan et se montre largement à la hauteur de la force défensive du Wei. Simultanément, le commandant de l'armée Wu, Lu Meng, attend l’occasion de reprendre Jing. Lu Meng compte aussi sur l’aide du peu connu mais rusé Lu Xun, qu’il choisira plus tard pour lui succéder.
- Guan Yu, capturé

La prédiction de Lu Meng, selon laquelle Guan Yu laisserait Jing vulnérable à une attaque par derrière, se vérifie. Lu Meng progresse immédiatement vers Jing, coordonnant les efforts des forces du Wei pour attaquer Guan Yu par devant et par derrière. Guan Yu doit se replier au château de Mai où il est finalement capturé.
- La mort des Héros

Se refusant à servir Sun Quan, Guan Yu est exécuté. Lu Meng meurt lui aussi, mystérieusement, peu de temps après. La tête de Guan Yu est renvoyée à Cao Cao, qui lui réserve des funérailles héroïques. Puis c’est au tour de Cao Cao de mourir de maladie.
- Les deux Empereurs

En 220, Cao Pi, fonde la dynastie Wei et s’autoproclame Empereur. Un an plus tard, Liu Bei se déclare, quant à lui, successeur au trône Han et fonde la dynastie Shu Han. Cherchant alors à venger la mort de Guan Yu, il ordonne l’invasion du Wu.
- La fin de Zhang Fei

Personne ne peut calmer la colère de Liu Bei, pas même ses plus fidèles officiers. Zhang Fei, également frère d’armes de Guan Yu, partage cette colère. Mais cela lui est fatal. Dédaigné par ses troupes, il finit par être assassiné durant son sommeil par deux officiers du nom de Zhang Da et son collègue Fan Quiang.
- Liu Bei frappe le Wu

Même privé de ses ailes, la détermination de Liu Bei ne vacille pas. Toutes les propositions de paix de Sun Quan sont immédiatement rejetées. Sans autre choix, Sun Quan décide de s’allier au Wei, Liu Bei mène personnellement ses troupes hors de Cheng Du et c’est ainsi que débute l’âpre bataille entre le Shu et le Wu.
- Le commandant du Wu, Lu Xun

Sun Quan place les forces du Wu sous le commandement de Lu Xun et se prépare à l’assaut de Liu Bei. Pendant ce temps, L’armée Shu, très motivée, gagne Yi Ling, mais Lu Xun ne bouge toujours pas.
- La défaite de Yi Ling

Au terme d’une longue marche, l’armée Shu montre des signes de fatigue, ce à quoi s’attendait Lu Xun. En 222, Lu Xun lance sa première offensive avec une vaste attaque par le feu. Malgré un moral d’acier au départ, l’armée Shu s’effondre avant même l’attaque.
- La mort de Liu Bei

Liu Bei se réfugie dans le château de Bai Di et, après avoir laissé le sort du Shu entre les mains de Zhuge Liang, il meurt en 223. Le mois suivant, Liu Chan succède à son père en tant qu’Empereur Shu Han et les relations entre le Wu et le Wei s’enveniment de plus en plus. Une ère de renouveau se profile pour les Trois Royaumes.
- La campagne de Nanman

Zhuge Liang, devenu Premier Ministre du Shu et conseiller principal de Liu Chan, s’arrange pour renouer des relations pacifiques avec le Wu et suggère de lancer une campagne au sud. Il veut étouffer les soulèvements de Nan Zhong et éliminer toute menace venant de l’arrière.
- Attaque de l’esprit

À l’époque, le roi du Nanman, Meng Huo, est le chef le plus influent du sud. En 225, Zhuge Liang dépêche ses troupes sur le territoire du Nanman, soucieux de s’attaquer à ‘’L’esprit du Nanman’’ et de forcer son peuple à se rendre.
- La première bataille

Lors de la première confrontation entre Zhuge Liang et Meng Huo. Zhao Yun anéantit ses forces, après quoi Meng Huo est lui-même capturé par Wei Yan. Meng Huo refuse de se rendre à Zhuge Liang. Le stratège le libère, lui offrant une seconde chance au combat.
- La deuxième bataille

Plus prudent, Meng Huo érige des fortifications le long d’une rivière pour la deuxième bataille, incitant les forces du Shu à la traverser. Mais la chaleur extrême a eu raison du niveau d’eau de la rivière et les forces du Shu parviennent aisément à la traverser avec des radeaux. De plus, plusieurs officiers du Nanman trahissent Meng Huo et le livrent à l’armée Shu. Meng Huo ne se rend toujours pas.
- La troisième bataille

Zhuge Liang fait visiter le camp du Shu à Meng Huo avant de le libérer pour la seconde fois. Meng Huo, ravi d’en savoir plus sur le camp ennemi, ordonne à son frère de jouer les faux transfuges, mais il est rapidement démasqué et les deux frères sont capturés.
- La quatrième bataille

Libéré encore une fois et furieux, Meng Huo lève une force de 100 000 hommes et attaque le camp du Shu, sur quoi Zhuge Liang fait immédiatement évacuer toute sa force. Bien sûr, il s’agit là d’un autre stratagème et l’armée de Meng Huo tombe dans les nombreuses fosses creusées dans le camp. Meng Huo finit par être capturé, une fois de plus.
- La cinquième bataille

Soucieux de tirer parti des enseignements de ses défaites. Meng Huo choisit à présent d’attendre que l’ennemi attaque. Le plan consiste à attirer les forces du Shu dans les marais empoisonnés, mais Zhuge Liang, prévenu du danger par Meng Jie, le frère aîné de Meng Huo, parvient à les éviter. Inutile de dire que cette fois encore Meng Huo est vaincu et capturé
- La sixième bataille

Zhu Rong, l’épouse de Meng Huo rejoint le champ de bataille, mais elle est rapidement capturée. Meng Huo tente alors de rassembler des animaux sauvages, comme des éléphants et des tigres, pour combattre l’ennemi, mais ces derniers sont apeurés par les engins cracheurs de feu de Zhuge Liang. Nouvelle défaite.
- La septième bataille

Cette fois, Meng Huo fait appel aux troupes équipées d’armures en rotin supposées dévié les épées et les flèches. Mais Zhuge Liang ne tarde pas à déceler leurs points faibles et lance une attaque par le feu mettre l’armée en déroute. Meng Huo est capturé pour la septième fois.
- La fin de la campagne de Nanman

Meng Huo s’avoue vaincu et promet de se rendre au Shu. La menace du sud est à présent neutralisée et l’armée Shu rentre chez elle. Finalement, Zhuge Liang peut se tourner vers le nord.

## Origines du texte et publication
Les événements relatés dans Les Trois Royaumes correspondent au déclin et à la chute de la dynastie Han et l'époque des Trois Royaumes, soit environ de 169 à 280. Ils ont fait l'objet d'une chronique historique, les Chroniques des Trois Royaumes, initialement commencée par Chen Shou au 3e siècle puis complétée par Pei Songzhi au 5e siècle. Du 4e siècle au 14e siècle, la matière des Chroniques est racontée et modifiée par de nombreux conteurs, prenant peu à peu un aspect mythologique. Au 14e siècle, le texte des Trois Royaumes est rédigé sur la base de ces multiples versions. Le roman intègre ainsi à la fois des aspects historiques et fictionnels. Entre le 14e siècle et le 16e siècle, des anonymes copient et font reparaître le texte à de nombreuses reprises. La plus ancienne de ces versions à avoir été conservée date de 1522.
Luo Guanzhong est traditionnellement considéré comme l'auteur des Trois Royaumes. Il est toutefois possible que son travail ait essentiellement consisté à compiler et intégrer des textes écrits par d'autres afin d'obtenir un tout cohérent.

## Lecture critique

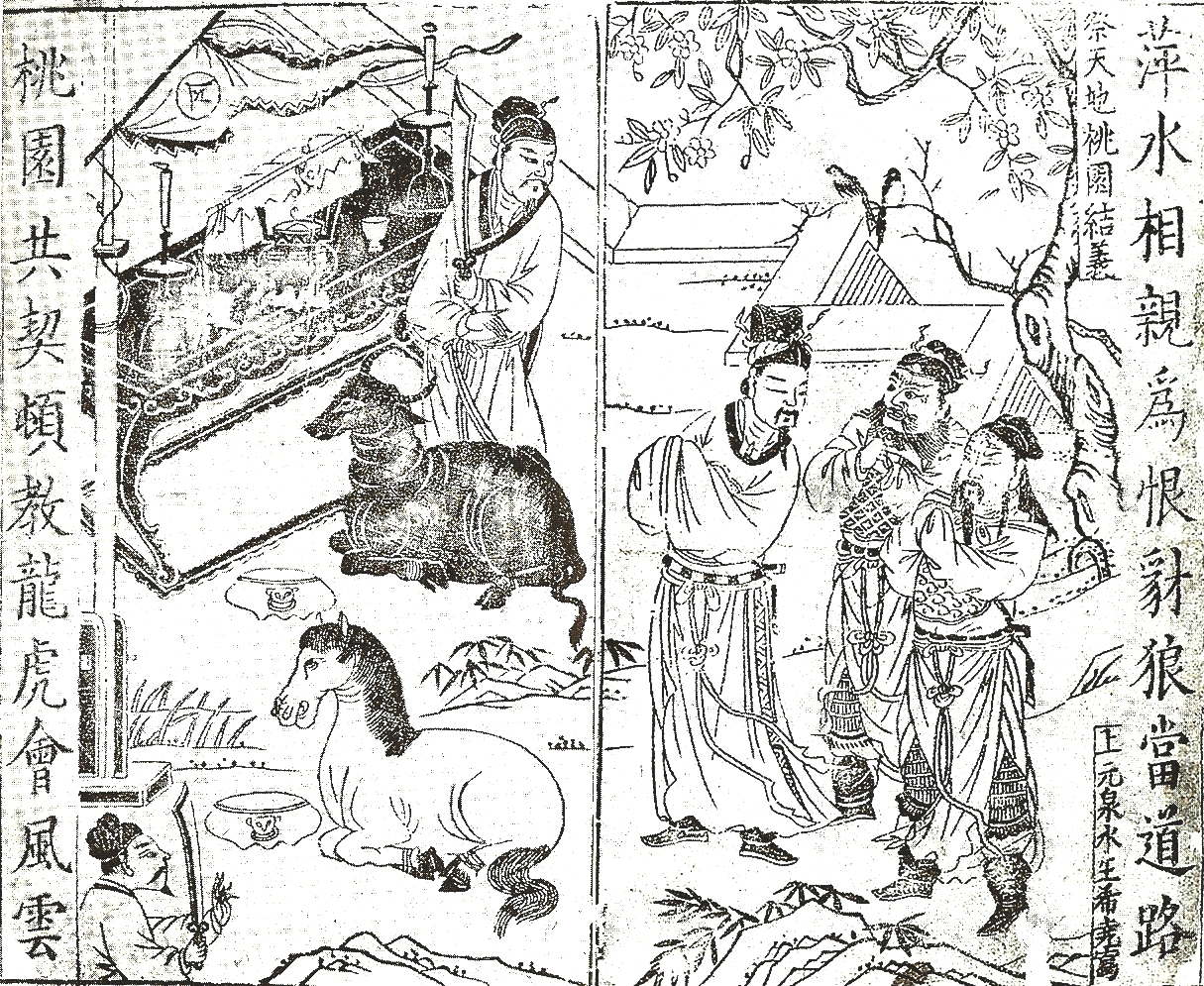
Une illustration imprimée de la même scène datant de la dynastie Qing

Les Trois Royaumes est le premier des Quatre livres extraordinaires de la littérature classique chinoise,.
Sous couvert d'un simple roman historique, Les Trois Royaumes est une œuvre d'une beauté, d'une richesse et d'une complexité inouïes, qui participe de l'épopée et du mythe[réf. nécessaire].
Ainsi, chaque héros, de par son nom, sa description physique et ses actes parvient à une dimension mythique de portée universelle[réf. nécessaire]. Liu Bei (Vertu Cachée) est le modèle de la générosité, de la vertu et de la droiture[réf. nécessaire]. Guan Yu (Long Nuage) devient le Dieu de la Guerre[réf. nécessaire]. Zhuge Liang (Dragon Caché ou Lumière de la Raison) apparaît comme le parangon du Grand Stratège omniscient[réf. nécessaire].
Cao Cao, personnage d'une psychologie très fouillée[réf. nécessaire], peut atteindre des sommets de cruauté ou de générosité calculée. Esprit dévoyé et fourbe, Cao Cao aura le destin qu'il mérite : une tumeur maligne au cerveau finira par le faire périr.
De même que dans la mythologie grecque, les animaux eux-mêmes sont remarquables et surnaturels[réf. nécessaire]. On ne peut s'empêcher de comparer Lièvre Rouge, monture de Lü Bu, à Pégase ou Bucéphale.
Le roman Les Trois Royaumes siège au Panthéon des lettres universelles[réf. nécessaire] au même titre que L'Iliade et le Mahabharata.

## Traduction française
- Traduction partielle de Théodore Pavie 1845-1851 (en ligne sur Wikisource)

- Traduction moderne de Nghiêm Toan et Louis Ricaud, avec Robert Ruhlmann :
  - Les Trois Royaumes, vol. 1, Flammarion, 1987 (ISBN 2-08-064648-6)
  - Les Trois Royaumes, vol. 2, Flammarion, 1987 (ISBN 2-08-066079-9)
  - Les Trois Royaumes, vol. 3, Flammarion, 1987 (ISBN 2-08-066079-9)
  - Les Trois Royaumes, vol. 4, Flammarion, 1987 (ISBN 2-08-066079-9)
  - Les Trois Royaumes, vol. 5, Flammarion, 1987 (ISBN 2-08-066160-4)
  - Les Trois Royaumes, vol. 6, Flammarion, 1987 (ISBN 2-08-066161-2)
  - Les Trois Royaumes, vol. 7, Flammarion, 1987 (ISBN 2-08-066267-8)
  - L'ensemble de cette traduction a été rééditée en trois volumes chez Flammarion en 2009 :
    - tome 1  (ISBN 978-2081225541)
    - tome 2  (ISBN 978-2081225558)
    - tome 3  (ISBN 978-2081225565)

- L'Épopée des Trois Royaumes, traduit et annoté par Chao-Ying Durand-Sun :
  - Volume I, Éditions You Feng, 2006  (ISBN 2-84279-240-8)
  - Volume II, Éditions You Feng, 2007  (ISBN 978-2-84279-272-5)
  - Volume III, Éditions You Feng, 2008  (ISBN 978-2-84279-405-7)
  - Volume IV, Éditions You Feng, 2011  (ISBN 978-2-84279-537-5)
  - Volume V, Éditions You Feng, 2015  (ISBN 978-2-84279-652-5)

## Adaptations

### Jeux
Ce roman a inspiré de nombreux jeux vidéo, chez différents éditeurs.
Koei a créé les séries Romance of the Three Kingdoms et Dynasty Warriors, ainsi que le jeu Kessen II, qui prennent place dans l'univers du roman des trois royaumes .
Capcom en adaptant le manga Tenchi wo Kurau qui raconte l'ascension de Liu Bei, ils adapteront des passages s'inspirant de L'Histoire des Trois Royaumes sous forme de jeux d'arcades (Dynasty Wars en 1989 et Warriors of Fate en 1992) et de RPG (Destiny of an Emperor en 1989 et Tenchi wo Kurau II en 1992) [réf. nécessaire]
Knights of Valour, un Beat em up d'IGS sorti sur arcade en 1999.
Sangokushi 3, un jeu de combat de Game Line sur Master System sorti en 1994
Les Trois royaumes : le Destin du dragon, un jeu de stratégie en temps réel, développé par Overmax Studios et diffusé en Europe par Eidos Interactive en est également une adaptation[réf. nécessaire].
League of Legends met aussi en scène les personnages de Lü Bu et de Zhao Yun
Smite met en scène le personnage de Guan Yu[réf. nécessaire].
Total War : Three Kingdoms de Creative Assembly est basé sur l'univers du roman des Trois Royaumes.
En mai 2025, Age of Empires II Definitive Edition sort une nouvelle extension qui relate l'histoire des Trois Royaumes, au travers de trois campagnes où le joueur incarne les Shu avec Liu Bei, les Wei avec Cao Cao et les Wu.

### Bandes dessinées
- Les Trois Royaumes est un manhua de Li Zhiqing.
- Lord, un manga de Buronson (scénario) et Ryōichi Ikegami (dessin), est une adaptation dans laquelle Liu Bei est un usurpateur originaire de Wa (倭?), l'ancien Japon.
- Qwan est un manga fantastique d'Aki Shimizu.
- Tenchi wo Kurau (« le dévoreur du Ciel et de la Terre ») un manga d'Hiroshi Motomiya publié en 7 tomes au Japon par les éditions Shueisha et racontant l'amitié entre Liu Bei, Guan Yu et Zhang Fei.
- Ikki Tousen est un manga sur des lycéens aux pouvoirs fantastiques de Yūji Shiozaki, adapté plusieurs fois en animé.
- Ce roman a aussi inspiré le manhwa Eternity dans une adaptation contemporaine très libre.
- The Ravages of Time est un manhua de Chan Mou[8].
- L'intégrale de l'œuvre en bande dessinée traditionnelle chinoise (30 tomes "lianhuanhua" dans un coffret), dessinée et adaptée dans les années 1950 par la Maison d’éditions des Beaux-arts de Shanghai par une quarantaine de dessinateurs et de scénaristes chinois et traduit en français par Nicolas Henry et Si Mo aux Éditions Fei en 2013[9].
- Chroniques des Trois Royaumes - Tome 1 : Tsao Tsao le Rebelle, éditions Bleu de Chine.
- Histoire romancée des Trois Royaumes, adaptation et illustrations : Liu Zhenyuan, éditions Aurore.
- Sangokushi, manga de Mitsuteru Yokoyama qui compile l'histoire des Trois Royaumes en 60 volumes.

### Animation
- Kôtetsu Sangokushi est anime adaptant librement ce roman[10].

### Cinéma
- Les Trois Royaumes (赤壁, Chìbì) est un film réalisé par John Woo, sorti 2008 et basé sur la bataille de la Falaise rouge[11].
- Les Trois Royaumes : La Résurrection du Dragon (三国之见龙卸甲) est un film réalisé par Daniel Lee Yan-kong et sorti 2008, il est librement basé sur l'histoire de Zhao Yun[réf. nécessaire].
- The Lost Bladesman (關雲長) est un film réalisé par Alan Mak et Felix Chong, sorti en 2011, le film est focalisé sur Guan Yu, en particulier sa fuite pour rejoindre Liu Bei après avoir servi Cao Cao[réf. nécessaire].
- The Assassins (铜雀台, Tóng Què Tái) est un film réalisé par Zhao Linshan, sorti en 2012, et relate deux tentatives d'assassinat visant Cao Cao.